# Мемфіс (Техас)
Мемфіс (англ. Memphis) — місто (англ. city) в США, в окрузі Голл штату Техас. Населення — 2048 осіб (2020).

## Географія
Мемфіс розташований за координатами 34°43′36″ пн. ш. 100°32′30″ зх. д. / 34.72667° пн. ш. 100.54167° зх. д. (34.726734, -100.541655).  За даними Бюро перепису населення США в 2010 році місто мало площу 5,81 км², уся площа — суходіл.

## Демографія
Згідно з переписом 2010 року, у місті мешкало 2290 осіб у 928 домогосподарствах у складі 615 родин. Густота населення становила 394 особи/км².  Було 1160 помешкань (200/км²).
Расовий склад населення:
| - 74,7 % — білих - 8,8 % — чорних або афроамериканців - 1,0 % — корінних американців - 0,1 % — азіатів - 14,3 % — осіб інших рас |

До двох чи більше рас належало 1,1 %. Частка іспаномовних становила 32,9 % від усіх жителів.
За віковим діапазоном населення розподілялося таким чином: 26,4 % — особи молодші 18 років, 52,9 % — особи у віці 18—64 років, 20,7 % — особи у віці 65 років та старші. Медіана віку мешканця становила 41,5 року. На 100 осіб жіночої статі у місті припадало 95,1 чоловіків;  на 100 жінок у віці від 18 років та старших — 92,8 чоловіків також старших 18 років.
Середній дохід на одне домашнє господарство  становив 40 544 долари США (медіана — 30 371), а середній дохід на одну сім'ю — 48 301 долар (медіана — 33 125). Медіана доходів становила 35 313 долари для чоловіків та 21 007 доларів для жінок. За межею бідності перебувало 27,1 % осіб, у тому числі 40,1 % дітей у віці до 18 років та 15,3 % осіб у віці 65 років та старших.
Цивільне працевлаштоване населення становило 840 осіб. Основні галузі зайнятості: освіта, охорона здоров'я та соціальна допомога — 25,8 %, будівництво — 16,0 %, роздрібна торгівля — 15,4 %.